# ジェイソン・ムリージョ
ジェイソン・ムリージョ（Jeison Fabián Murillo Cerón, 1992年5月27日 - ）は、コロンビア・サンティアゴ・デ・カリ出身のサッカー選手。元コロンビア代表。カタール・スターズリーグ・アル・シャマールSC所属。ポジションはDF (CB)。
ヘイソン・ムリーリョと表記される場合もある。

## クラブ経歴

### キャリア初期
2009年に地元・カリのサッカークラブ、デポルティーボ・カリの下部組織に入団。
2010年にイタリア・セリエAのウディネーゼへ移籍し、直後に提携クラブであるスペイン・リーガ・エスパニョーラのグラナダへレンタル移籍。
2011年にグラナダへ完全移籍。その後スペイン3部のカディス、スペイン2部のラス・パルマスへレンタル移籍し、経験を積んだ。
2013年にグラナダに復帰。2013年8月18日のリーガ・エスパニョーラ第1節・CAオサスナ戦でデビューを果たした。2013-14シーズンには32試合に出場した。

### インテル・ミラノ
2015年2月、イタリア・セリエAのインテル・ミラノへのシーズン終了後の移籍が決定。2015年7月に公式サイトから正式に発表された。移籍金は800万ユーロ+200万ユーロのボーナス払い。2015-16シーズンには同時加入のミランダと共にコンビを組み、ディフェンスラインに安定感をもたらした。

### バレンシア
2017年8月18日、バレンシアCFへ買い取り義務付きの2年間のレンタル移籍が発表された。翌シーズンより、インテルからバレンシアに完全移籍した。

### バルセロナ
2018年12月21日、FCバルセロナが今シーズン限りのレンタル移籍を発表。また、買い取りオプションが付いていた が、バルサ独特のスタイルに馴染めず、リーグ戦2試合に出場に留まった、

### サンプドリア
2019年7月13日、UCサンプドリアに買い取りオプション付きのローン移籍で加入した。

### セルタ・デ・ビーゴ
2020年1月15日、UCサンプドリアに完全移籍するとともに、セルタ・デ・ビーゴにレンタル移籍で加入することが発表された。

### アル・シャマル
サンプドリアがセリエBに降格したことに伴いチームを去ったムリージョは、2023年7月28日、カタール・スターズリーグのアル・シャマルSCにフリーで加入した。

## 代表
2014年10月に行われたエルサルバドル戦でA代表デビュー。
コパ・アメリカ2015ではコロンビアの全4試合にフル出場し1失点に抑え、グループリーグ第2戦のブラジル戦で代表初得点となる決勝ゴールを挙げるなど活躍。大会終了後には最優秀若手選手賞 と大会ベストイレブン に選出された。

## 所属クラブ
- ウディネーゼ・カルチョ 2010-2011

→ グラナダCF B (loan) 2010-2011
- グラナダCF 2011-2015

→ カディスCF (loan) 2011-2012
→ UDラス・パルマス (loan) 2012-2013
- インテルナツィオナーレ・ミラノ 2015-2017

→ バレンシアCF (loan) 2017-2018
- バレンシアCF 2018-2020

→ FCバルセロナ (loan) 2019
→ UCサンプドリア (loan) 2019-2020
- UCサンプドリア 2020-

→ セルタ・デ・ビーゴ (loan) 2020-

## タイトル

### クラブ
FCバルセロナ
- リーガ・エスパニョーラ ： 2018-19

### 個人
- コパ・アメリカ最優秀若手選手賞 ： 2015
- コパ・アメリカベストイレブン ： 2015